# بيتار ميشيتش
بيتار ميشيتش هو لاعب كرة قدم كرواتي في مركز نصف الجناح، ولد في 24 يوليو 1994 في بروخزال في ألمانيا. شارك مع منتخب كرواتيا تحت 19 سنة لكرة القدم ومنتخب كرواتيا تحت 21 سنة لكرة القدم. أما مع النوادي، فقد لعب مع دينامو زغرب ونادي رادنيتشكي سبليت ونادي سلافن بيلوبو ونادي لوكوموتيفا.

## وصلات خارجية
- بيتار ميشيتش على موقع الاتحاد الأوربي (الإنجليزية)
- بيتار ميشيتش على موقع قاعدة بيانات كرة القدم.إي يو (الإنجليزية)
- بيتار ميشيتش على موقع Soccerway.com (الإنجليزية)